# ユーシン (東京都の企業)
株式会社ユーシンは、東京都港区に本社を置く、自動車用部品の製造・販売を主な事業内容とする企業。ミネベアミツミの完全子会社。

## 沿革
- 1926年 - 合資会社有信商会として創立。
- 1936年 - 株式会社有信商会に改組。
- 1942年 - 有信精器工業株式会社に社名変更。
- 1962年 - 東京証券取引所市場第二部に上場。
- 1979年 - 株式会社三和製作所の株式取得。本社を東京都港区西新橋に移転。
- 1984年4月1日 - 株式会社ユーシンに社名変更[2]。
- 1992年 - 東京測定器材株式会社の株式取得。
- 1997年 - 東京証券取引所第一部に上場。
- 1998年 - 旧・昭和ロック株式会社の営業権取得により株式会社ショウワ設立。
- 2002年 - 住宅機器部門を株式会社ショウワに経営統合し、株式会社ユーシン・ショウワに社名変更（2023年4月2日付でミネベアショウワ株式会社に再度社名変更）。
- 2003年 - 本社を現在地（東京都港区芝大門一丁目1番30号 芝NBFタワー）に移転。
- 2018年11月 - ミネベアミツミが、ユーシンを株式公開買い付け（TOB）で完全子会社化することを発表[3]。
- 2019年
  - 4月11日 - ミネベアミツミのユーシンに対するTOBが成立し、ミネベアミツミの子会社となる[4]。
  - 8月5日 - 東京証券取引所第一部上場廃止[5]。